# Don Bragg
Pour les articles homonymes, voir Bragg.
Donald George Bragg, dit Don Bragg (né le 15 mai 1935 à Penns Grove (New Jersey) et mort le 16 février 2019 à Oakley en Californie), est un athlète américain spécialiste du saut à la perche.

## Biographie

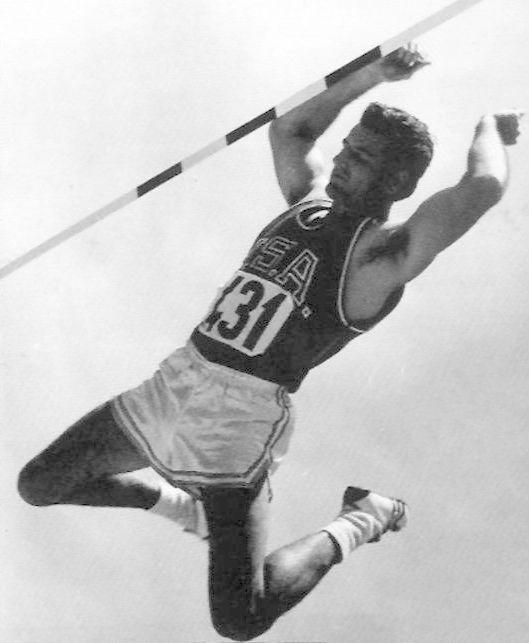
Don Bragg aux Jeux olympiques de 1960 à Rome.

Troisième des championnats de l'Amateur Athletic Union à dix-huit ans seulement, Don Bragg franchit en 1955 la barre symbolique des 15 pieds (4,57 m) et remporte son premier titre NCAA. Étudiant à l'université de Villanova, il s'adjuge trois titres nationaux en salle consécutifs à partir de 1957, ainsi que le titre en plein air en 1959. Lors de cette même saison, il efface le vieux record du monde en salle de son compatriote Cornelius Warmerdam avec 4,81 m, puis améliore le record du monde en plein air détenu par Robert Gutowski en effaçant une barre à 4,80 m lors des sélections olympiques américaines de Palo Alto. Peu après, il remporte les Jeux panaméricains 1959 de Chicago grâce à un saut à 4,62 m.
Don Bragg remporte la médaille d'or des Jeux olympiques de 1960 et établit un nouveau record olympique avec une barre à 4,70 m, franchie à son premier essai. Il devance finalement son compatriote Ron Morris (4,60 m) et le Finlandais Eeles Landström (4,55 m).
Il est l'un des derniers utilisateurs de la perche en aluminium. Il arrête sa carrière de perchiste en 1961.
Don Bragg est élu au Temple de la renommée de l'athlétisme des États-Unis en 1996.

## Palmarès
- Jeux olympiques d'été de 1960 à Rome:
  -  Médaille d'or du saut à la perche.